# Karel Matěj Čapek-Chod

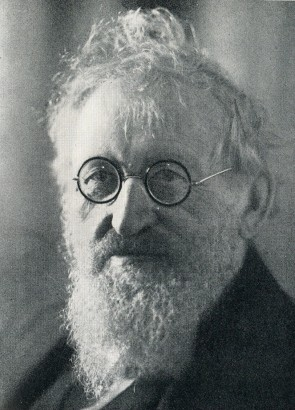
Karel Matěj Čapek-Chod

Karel Matěj Čapek-Chod (* 21. Februar 1860 in Domažlice; † 3. November 1927 in Prag) war ein tschechischer Schriftsteller, Journalist und Vertreter des Naturalismus.

## Leben
Der eigentliche Name des Autors war Matěj Čapek. Er besuchte das Gymnasium in Taus, wo er 1879 maturierte. Danach begann er in Prag Rechtswissenschaft zu studieren, schloss aber das Studium nicht ab, sondern begann als Journalist zu arbeiten und zu schreiben. 1884–1888 war er Redakteur der Olmützer Zeitung Našinec, 1888–1890 der Zeitung Hlas národa, 1890–1900 bei Národní politika und ab 1900 Redakteur bei Národní listy.
Ende der 1880er Jahre begann er als Schriftsteller tätig zu werden, wobei er in engem Kontakt zu den Autoren der Zeitschrift Světozor stand. Sein Freund Josef Václav Sládek meinte, der Vorname Matěj klinge nicht literarisch genug, weshalb er seit dieser Zeit unter dem Namen Karel Matěj Čapek publizierte. Seit 1917 änderte er seinen Namen Čapek in Čapek-Chod, um sich von den in derselben Redaktion von Národní listy arbeitenden Brüdern Josef und Karel Čapek zu unterscheiden.
Als Journalist verfasste er zahlreiche Artikel und Feuilletons, Prozessberichte, politische Essays und Theater- und Kunstkritiken. Seine konservativen Beiträge erschienen u. a. in Zvon, Cesta oder Česká revue. Als politischer Publizist nahm er in Národní listy einen ausgesprochen nationalistischen Standpunkt ein.
Seit 1888 lebte Čapek-Chod in Prag, wo er auf dem Friedhof Vinohrady begraben liegt.

## Werke
In seinen Romanen beschreibt er Menschen aus dem Prager Milieu. Zum Teil waren seine Werke vom Sozialrealismus extrem pessimistisch geprägt und einige wurden später verfilmt. Es existieren von seinen zahlreichen Werken nur einige wenige Übersetzungen ins Deutsche.
- Povidky, 1892 – (Erzählungen 1884–1890)
- V třetím dvoře, Roman 1895 – (Im dritten Hof. Roman aus dem Prager Leben)
- Nedělni povídky, 1897 – (Sonntagserzählungen)
- Dar svatého Floriána a Zvířátka a Petrovští, 1902 – (Das Geschenk des hl. Florian und die Tierchen und das Räubergesindel)
- Osmero novel : 1900-1903, Erzählungen 1904
- Patero novel 1900-1903, 1904 – (Fünf Novellen)
- Kašpar Lén mstitel, Roman 1908 (dt. Kaspar Len der Rächer, 1957) – Verfilmung: Mstitel, Tschechoslowakei 1959 (Regie: K. Steklý), wird als sein bester Roman betrachtet. Es handelt sich um das Schicksal eines Mannes, der den Missbrauch seiner Liebsten rächen will und töten will. Die Hauptfigur stirbt beim Prozess, in dem ihm der Mord nicht nachgewiesen werden kann.
- Nové patero, Erzählungen 1910
- Begův samokres : Hra o 3 dějstvích, 1911
- Z města i obvodu, Novellen 1913 – (Aus Stadt und Umgebung)
- Slunovrat : (tu noc před svatým Janem) : hra ve třech dějstvích, 1913
- Antonín Vondrejc. příběhové básníka, Roman 1915 – (Anton Vondrej. Erlebnisse eines Dichters)
- Výhry a prohry : groteskní hra o třech dějstvích, 1915
- Turbína, Roman 1916 – (Die Turbine), Verfilmung: Böhmen und Mähren 1941 (Regie: O. Vávra), beschreibt den Niedergang des Fabrikanten Ullik.
- Siláci a slaboši ; Vítězství dobyté ; Úvodník ; Labyrint světa, 1916 – (Starke und schwache Menschen)
- Ad hoc! Romaneta, povídky, črty, 1919 – (Romanettos, Erzählungen, Skizzen)
- Romanetto ; Tři chodské grotesky ; Pohádka, 1920;
- Nejzapadnejsi Slovan, 1921 – (Der westliche Slawe)
- Jindrové, Roman 1921 – Seine Erfahrungen aus dem Ersten Weltkrieg. Der Sohn ist im Krieg und der Vater verführt seine Verlobte.
- Větrník : Román autoanalyticko-synthetický, 1923
- Vilém Rozkoč, Roman 1923
- Humoreska, 1924; Verfilmung: Tschechoslowakei 1939 (Regie: O. Vávra)
- Básníkova nevěsta : Hra o jednom dějství s přestávkou, 1926
- Čtyři odvážné povídky, Erzählungen 1926
- Labyrint světa, Erzählungen 1926
- Řešany, Roman 1927
- An der Rotationsmaschine, Novelle dt. 1928
- Spisy, 1938–41
- Kdo s koho, Erzählung 1946 (dt. Tödliche Eifersucht, 1982)
- Beethovanův večer, 1949 (dt. Ein Beethoven-Abend, 1990)
- Nehrdinní hrdinové, 1982 – (Nichtheldenhafte Helden)
- Der Sadebaumzweig, dt. 1989

## Nachleben
Weitere Verfilmungen:
- Experiment, Böhmen und Mähren 1943 (Regie: M. Frič)
- Florián, Tschechoslowakei 1961 (Regie: J. Mach)
- Chvojka, Tschechoslowakei 1970 (TV, Regie: J. Mach)

1960 veröffentlichte die tschechoslowakische Post eine Briefmarke zu Ehren von Karel Matěj Čapek-Chod.